# Courcelles, Loiret

Courcelles este o comună în departamentul Loiret din centrul Franței. În 1 ianuarie 2022 avea o populație de 318 de locuitori.